# Tuberculobasis karitiana
Tuberculobasis karitiana là một loài chuồn chuồn kim trong họ Coenagrionidae.
Tuberculobasis karitiana được miêu tả khoa học năm 2009 bởi Machado.